# Eiler Schiöler
Eiler Tage Schiöler, född 23 augusti 1883 i Varnhems församling, Skaraborgs län, död 15 oktober 1967 i Kalmar, var en svensk väg- och vattenbyggnadsingenjör. Han var bror till Severin Schiöler.
Schiöler, som var son till godsägare Sören Schiöler och Otilia Beselin, avlade studentexamen 1902 och utexaminerades från Chalmers tekniska läroanstalt 1907. Han var anställd hos Göteborgs stads hamnstyrelse 1907, hos Örebro stads byggnadskontor 1907–1912, blev tillförordnad stadsingenjör i Kalmar stad 1912 och var ordinarie innehavare av denna befattning 1913–1948. Han utgav Befästningslinjerna kring Kalmar gamla stad: En studie över de senare årens utgrävningsarbeten, sammanställda med äldre befästningskartor för Kalmar (1935).